# Партія національного прогресу (Литва)
Па́ртія націона́льного прогре́су (лит: Tautos Pažangos Partija — ТРР) — політична партія у Литві.
Партія національного прогресу була створена у 1916 році. Таку назву запропонував видатний литовський громадський активіст та письменник Юозас Туміс-Вайжгантас, який вважав прогрес основним рушієм політики у майбутньому. Одним із засновників партії став майбутній прем'єр-міністр Литви Аугустінас Вольдемарас. Партія проголосила свої основні цілі у 1917 році, коли Литва ще була частиною Російської імперії. Вони проголосили Литву демократичною республікою, яка має право на самовизначення. Лідером партії у 1920-1924 роках був Антанас Смятона — перший президент Литовської республіки. Найбільший політичний вплив партія мала у 20-х — 30-х роках ХХ століття.
1. ↑  https://data.gov.lt/datasets/1735/